# Brasilotitan
Brasilotitan là một chi khủng long, được Machado Avilla Nava Campos & Kellner mô tả khoa học năm 2013.